# Рицурин
Рицурин Коэн (яп. 栗林公園 Ritsurin Kōen, букв. каштановая роща) — один из самых известных исторических садов в Японии. Сад расположен в городе Такамацу и считается одной из его главных достопримечательностей. В саду имеется чайный домик, представлены различные виды экспонатов народного искусства и ремёсел (в том числе Музей народных ремесел исторической провинции Сануки), а также доступные для продажи различные предметы народного искусства и ремесла.
Обычная экскурсия по саду обычно занимает от одного до двух часов. В парке имеются различные мосты, пешеходные дорожки и небольшие холмы, с которых открываются прекрасные виды на сад и окружающий пейзаж. Наиболее популярной и красивой точкой является возвышенность Сиун (яп. 紫雲山 Shiun-zan), расположенная на западной границе сада.
Здания, построенные в саду, восходят к началу XVII века. В 1625 году феодал из княжества Такамацу провинции Сануки, которого звали Икома Такатоси (яп. 生駒高俊), начал строительство сада Рицурин. Строительство изначально велось вокруг Южного пруда, на фоне которого лежал красивый зелёный холм Сиун. Начиная с 1642 года, дальнейшее строительство продолжал Мацудайра Ёрисиги (яп. 松平頼重). Все работы были завершены только в 1745 году, спустя 100 лет после начала. Официальное открытие сада для публики состоялось 16 марта 1875 года. В 1953 году сад был включён в список исторических мест Японии (яп. 日本の特別名勝 Nihon no Tokubetsu Meishō).

## Галерея

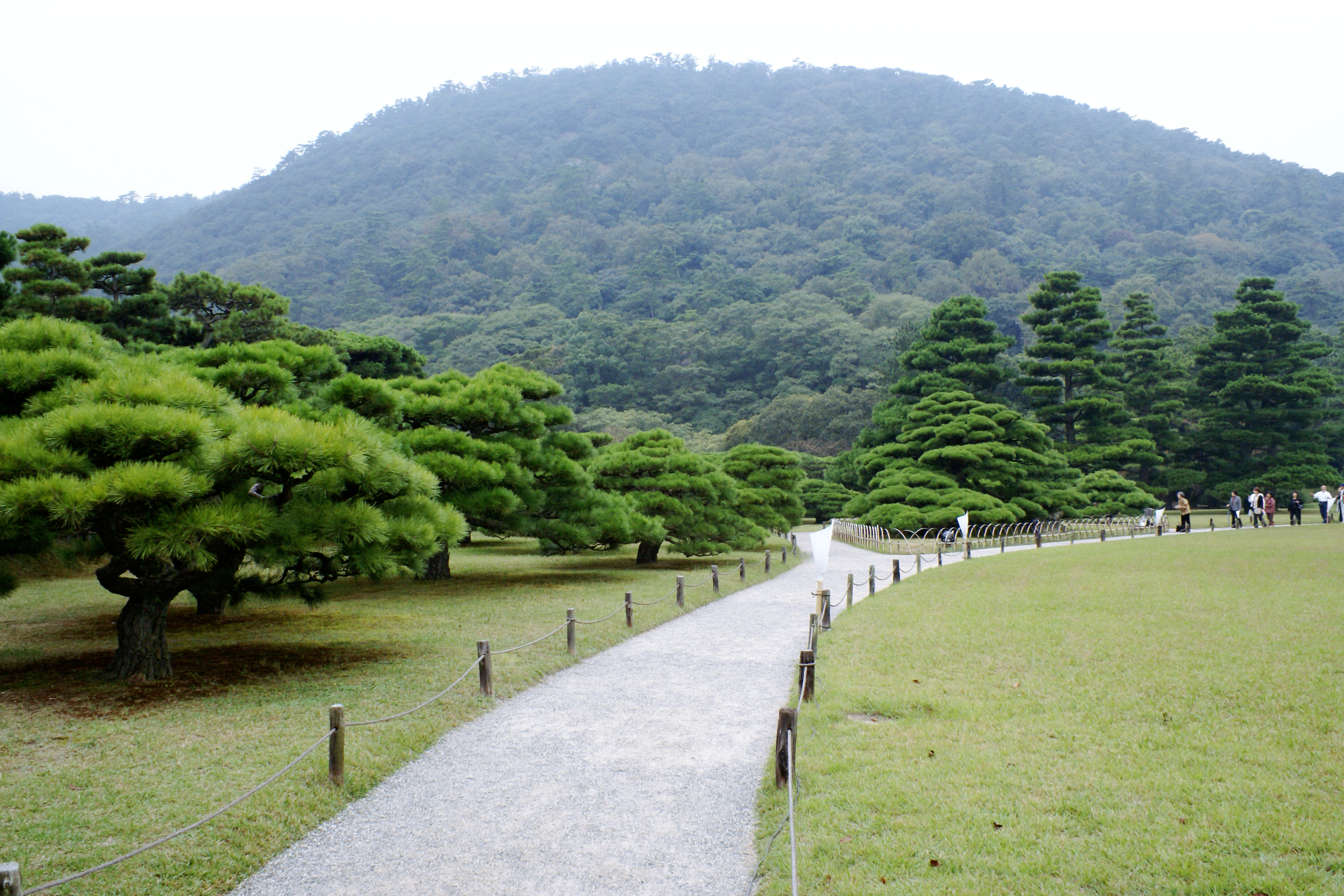
Холм Сиун
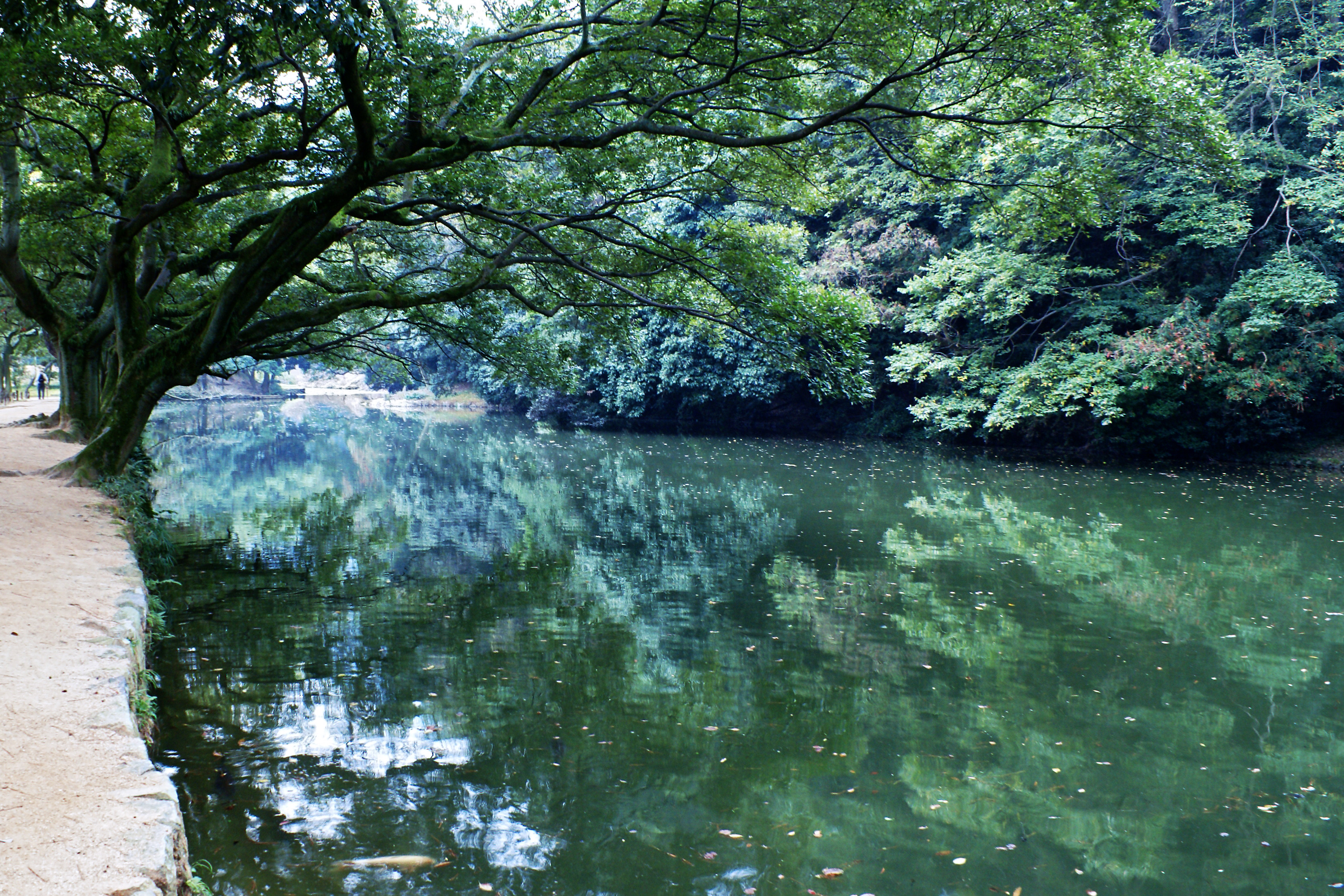
Сай-ко
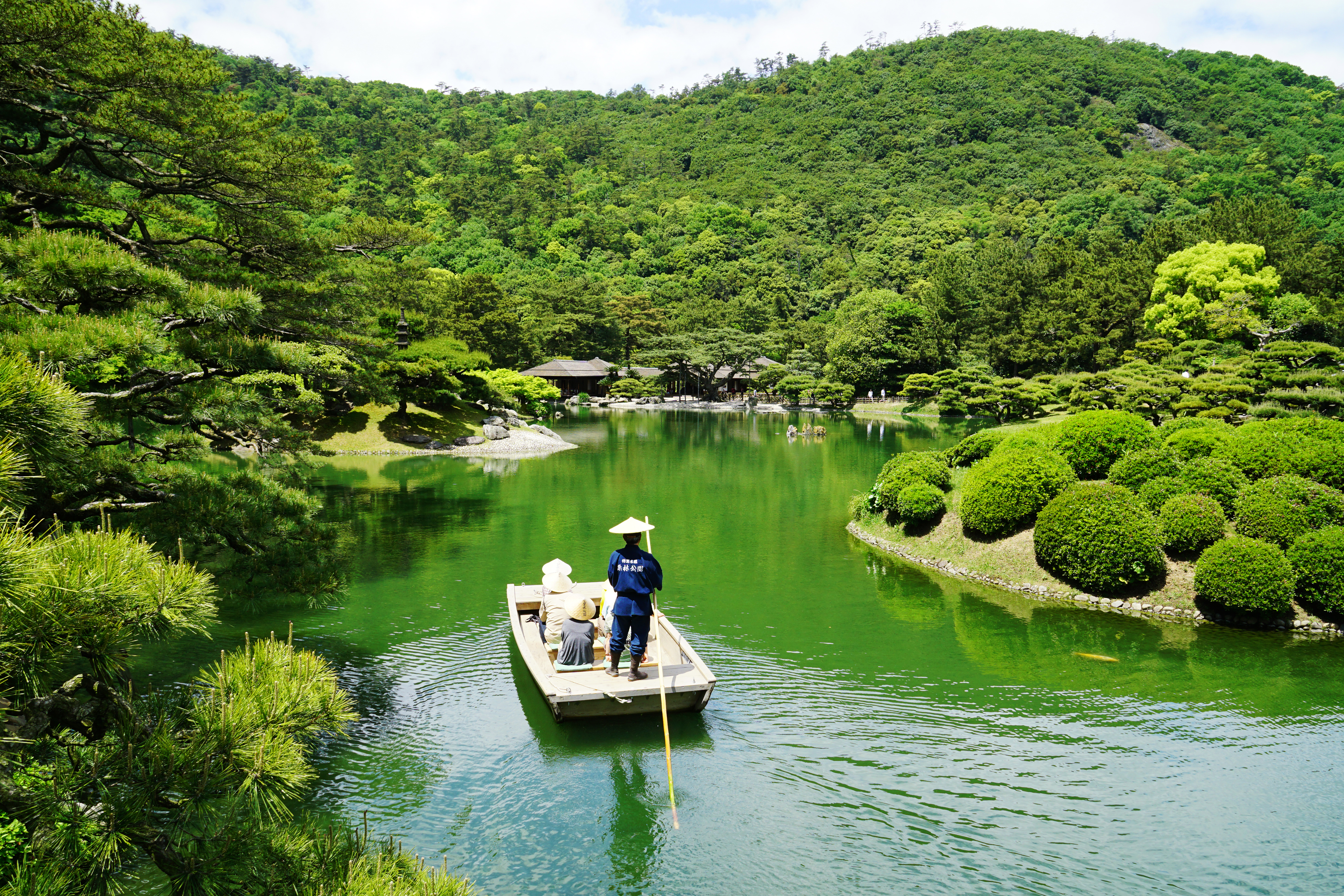
Нан-ко
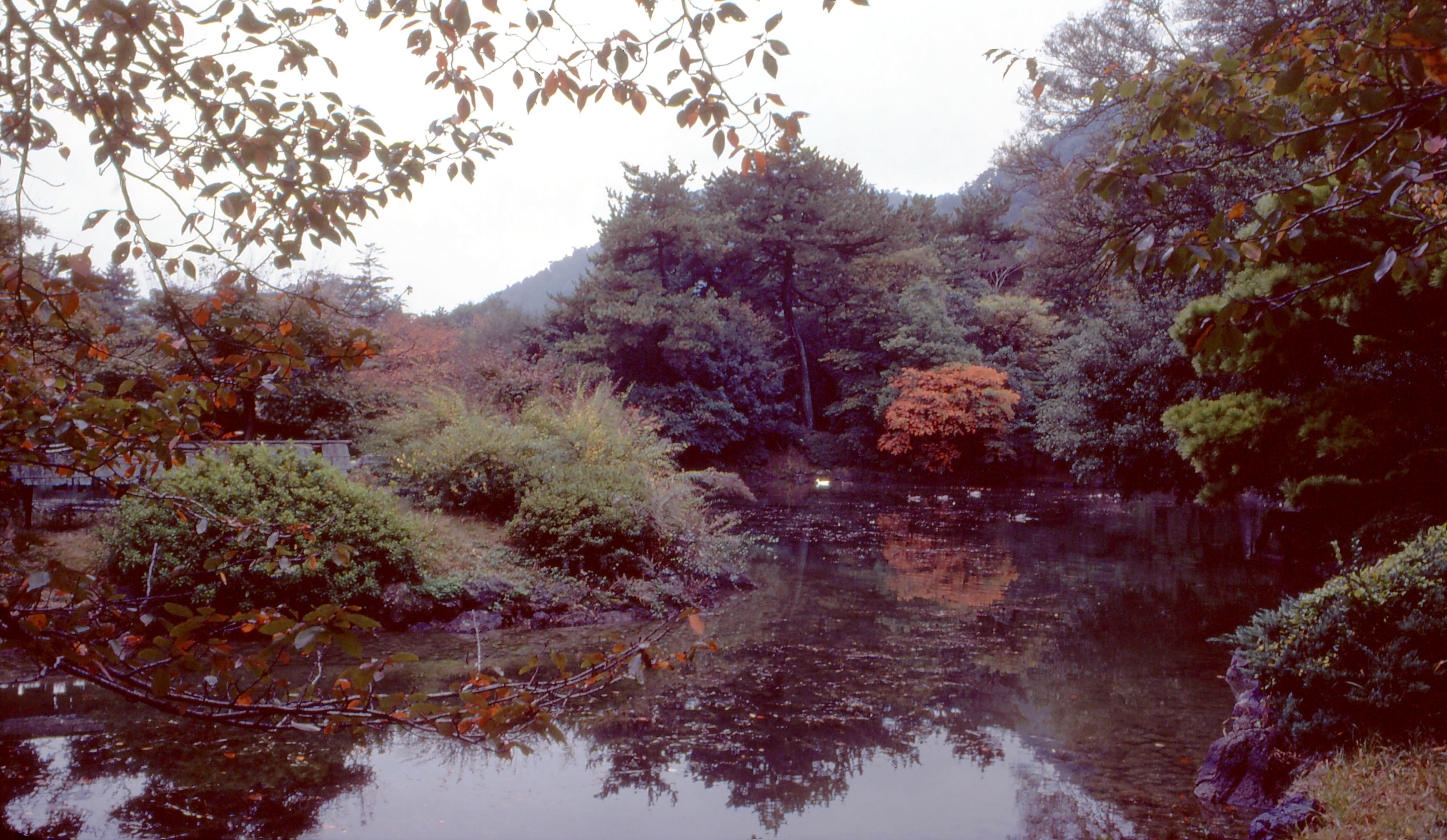
Пруд Гун-о